# FC Istres
Football Club Istres Ouest Provence, denumit în mod obișnuit Istres este un club de fotbal din Franța cu sediul în Istres. Clubul a fost înființat în 1920 și în prezent joacă meciurile de acasă pe Stade Parsemain din Fos-sur-Mer, o comună din arondismentul Istres.